# Spiel mir das Lied und du bist tot!
Pour plus de détails, voir Fiche technique et Distribution.
Spiel mir das Lied und du bist tot! (en français Joue-moi cette chanson et tu es mort !) est un téléfilm allemand réalisé par Erik Haffner (de) diffusé en 2008.
Appartenant à la série Funny Movie, ce téléfilm est une parodie de western spaghetti.

## Synopsis
Les deux frères Bobby-John-Joe et Billy-Bob-Earl St.John vivent avec leur mère alcoolique dans une ferme du Far West. Soudain, leur père disparu Jerry-Lee-Larry réapparaît. Il y a vingt ans, il avait disparu avec sa fille Jill-Sarah-Mae-Jennifer. Il prétend que Jill a été enlevée. Mais en fin de compte, Pa est un escroc recherché. Ma St.John envoie ses fils en ville pour que le shérif vienne le chercher. Cependant, il arrête les frères à la place : leur père a réussi à les accuser de ses propres crimes et ils se retrouvent en prison. Son grand-père, Al Oratio Fitzpatrick St.John, les libère, mais seulement pour les remettre à son ami, le marshal du comté de Stinkyville, et récupérer la prime placée sur eux. À la dernière minute, les deux sont libérés lorsque Jill coupe les cordes pour pendre Billy et Bobby avec des coups de feu.
Jill raconte à ses frères sa version de l'histoire : elle n'a pas été enlevée, mais vendue à une équipe de football par son père. Mais Billy ne lui fait pas confiance et se sépare de Bobby et Jill. Il rejoint le gang de Jesse James et se retrouve à nouveau sur la potence. Cette fois, Ma, Bobby et Jill le sauvent ensemble. Puisque toute la famille est maintenant recherchée, le marshal, deux deputies, grand-père et papa St.John, tentent de prendre d'assaut la ferme. Quand Pa prend le parti de sa famille, les assaillants sont maîtrisés sauf le grand-père. Cependant, ce dernier révèle à travers un lapsus qu'il a planifié les vols avec son fils.

## Fiche technique
- Titre : Spiel mir das Lied und du bist tot!
- Réalisation : Erik Haffner (de) assisté de Ronny Bregulla
- Scénario : Tommy Krappweis (de)
- Musique : Henriette Becker, Andreas Lenz von Ungern-Sternberg
- Direction artistique : Anna Heymann
- Costumes : Tina Meister
- Photographie : Stephan Vorbrugg (de)
- Son : Christian Wegner
- Montage : Jochen Donauer
- Production : Christian Becker, Eva Tonkel
- Société de production : Rat Pack Filmproduktion (de)
- Société de distribution : ProSieben
- Pays d'origine :  Allemagne
- Langue : allemand
- Format : Couleur - Dolby Digital
- Genre : Comédie
- Durée : 90 minutes
- Dates de première diffusion :
  -  Allemagne : 1er avril 2008 sur ProSieben.

## Distribution
- Siegfried Terpoorten : Bobby-John-Joe
- Niels Bruno Schmidt (de) : Billy-Bob-Earl
- Katy Karrenbauer : Ma St. John
- Daniela Preuß : Jill-Sarah-Mae-Jennifer
- Jürgen Tonkel (de) : Pa Jerry-Lee-Larry St. John
- Ralf Richter : Grandpa St. John
- Wolf Roth : Le marshal Garrett
- Martin Semmelrogge : Le shérif
- Norman Cöster : Jesse James
- Bernhard Hoëcker : Billy the Kid

## Production
Le téléfilm parodie des scènes des films Il était une fois dans l'Ouest (dont le titre allemand est Spiel mir das Lied vom Tod), Pour une poignée de dollars, Pendez-les haut et court, Le Secret de Brokeback Mountain, Qui peut sauver le Far West ?, de la bande dessinée Lucky Luke ainsi que des sketchs de Loriot.

## Source de la traduction
- (de) Cet article est partiellement ou en totalité issu de l’article de Wikipédia en allemand intitulé « Spiel mir das Lied und du bist tot! » (voir la liste des auteurs).